# Pamětní deska radiotelegrafistům
Pamětní deska radiotelegrafistům – účastníkům československého protiněmeckého domácího odboje se nachází na vnějším plášti budovy bývalého hostince „Na Staré“ na adrese Butovická 510/10a v Praze 5 Jinonicích v historických místech dřívějších Butovic.

## Podrobněji
Bronzová pamětní deska připomíná památku dvojice radiotelegrafistů (Otto Linhart, Jindřich Klečka), kteří za Protektorátu Čechy a Morava (v letech 1940 až 1941) zajišťovali ilegální radiotelegrafické spojení domácího protiněmeckého odboje s exilovou československou vládou v Londýně. V podkrovních místnostech objektu byly (s vědomím hostinského Jiřího Morsteina) přechovávány nelegální radiové stanice a také odsud radiotelegrafisté navazovali spojení (antény byly umístěny pod střechou na půdě hospody) a předávali šifrované depeše do Vojenské radiové ústředny ve Woldinghamu u Londýna. Odbojářům – radiotelegrafistům – významnou měrou pomáhali i místní jinoničtí občané (převážně z řad členů zdejšího Sokola) tím, že umožnili ukrývat ve svých domech součásti vysílaček i celá zařízení. 

Radiotelegrafiské odbojáři
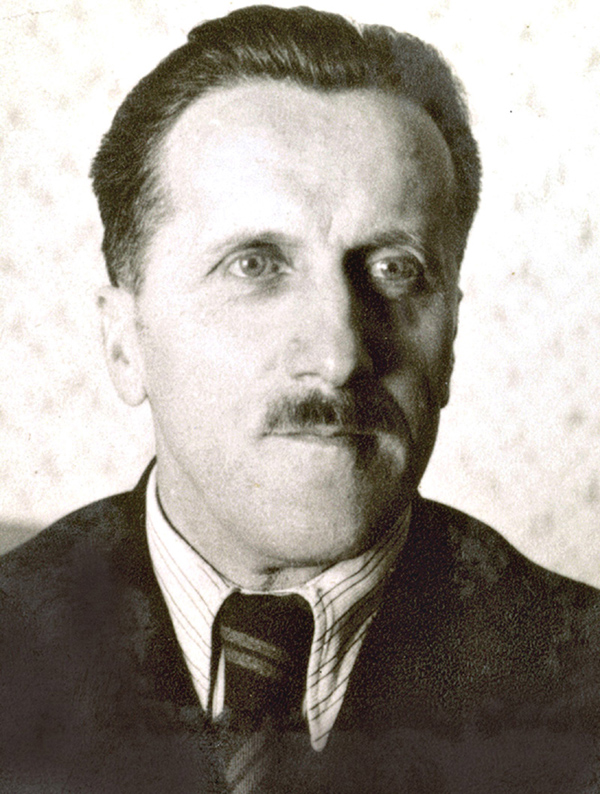
Radiotelgrafista Otto Linhart
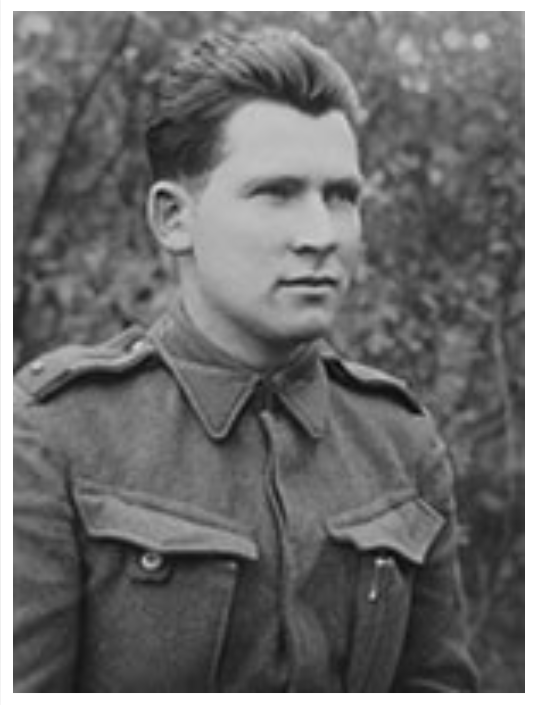
Radiotelegrafista Jindřich Klečka

Radiotelegrafní spojení získalo na důležitosti poté, co Německo v dubnu 1941 napadlo Jugoslávii a kurýrní spojení domácího odboje s exilovou vládou v Londýně bylo na této „balkánské cestě“ přerušeno. Vojenská ilegální radiostanice Sparta I byla 1. srpna 1941 přemístěna z hospody Na Staré do osamoceně v polích stojící budovy jinonického akcízu, odkud se intenzivně vysílalo mnoho depeší z bytu celního inspektora Karla Prokopa.

Další jinoničtí odbojáři
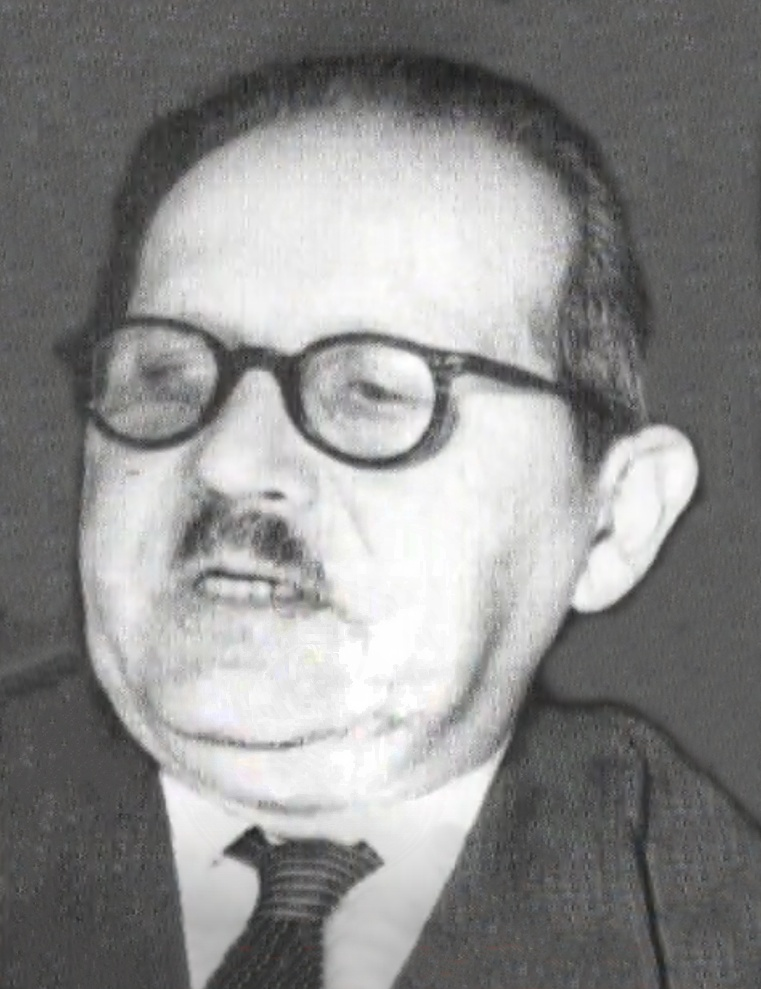
Hostinský v restauraci „Na Staré“ Jiří Morstein
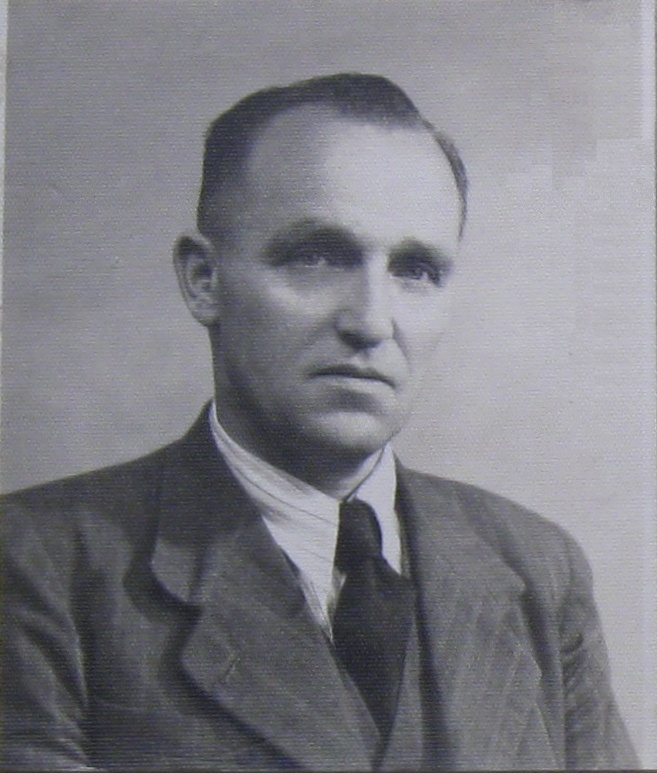
Přednosta a inspektor Finančního úřadu potravní daně Karel Prokop
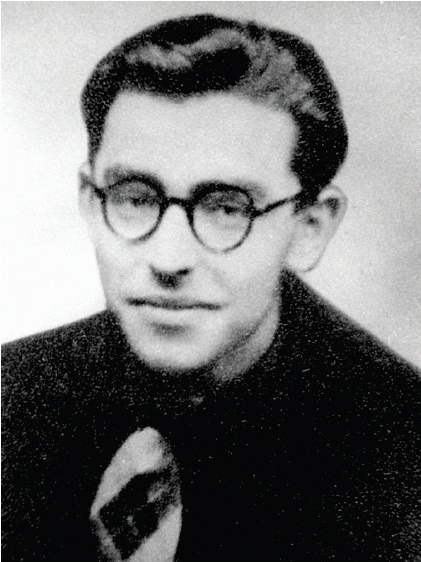
Syn Karla Prokopa – Miroslav Prokop

Po nástupu Reinharda Heyricha do funkce zastupujícího říšského protektora (28. září 1941) vystupňovala německá odposlechová služba Funkabwehr úsilí o zaměření nelegální vysílačky. V noci ze 3. na 4. října 1941 byla budova jinonického akcízu přepadena německými represivními složkami. Celnímu inspektoru Karlu Prokopovi se podařilo zatčení uniknout, ale radiotelegrafista Jindřich Klečka, který právě vysílal, si po úniku do podkroví akcízu v bezvýchodné situaci prostřelil hlavu vlastní zbraní. Zabavením radiostanice Sparta I v jinonickém akcízu se Němcům nadlouho podařilo ochromit spojení domácího odboje se zpravodajskou centrálou v Londýně.

### Vznik pamětní desky
Vznik pamětní desky inicioval spolek Za přívětivé Jinonice. Autorem návrhu pamětní desky je člen tohoto spolku – akademický architekt Ivan Lalák. Na pořízení desky přispěla radnice MČ Praha 5 částkou 30 tisíc Kč a zbylé náklady byly hrazeny ze zdrojů členů a členek spolku Za přívětivé Jinonice.

### Odhalení pamětní desky
Pamětní deska byla na budově slavnostně odhalena 3. října 2024 v dopoledních hodinách za značné pozornosti místního obyvatelstva. Slavnostního odhalení se účastnila starostka MČ Praha 5 Radka Šimková společně s historikem plukovníkem Michalem Burianem z Vojenského historického ústavu Praha (VHÚ). Slavnostního aktu byl přítomen i starosta České obce sokolské Martin Chlumský. Ceremoniál spojený s odhalením pamětní desky se konal pod záštitou ministryně obrany ČR Mgr. Jany Černochové.

Slavnostní odhalení pamětní desky
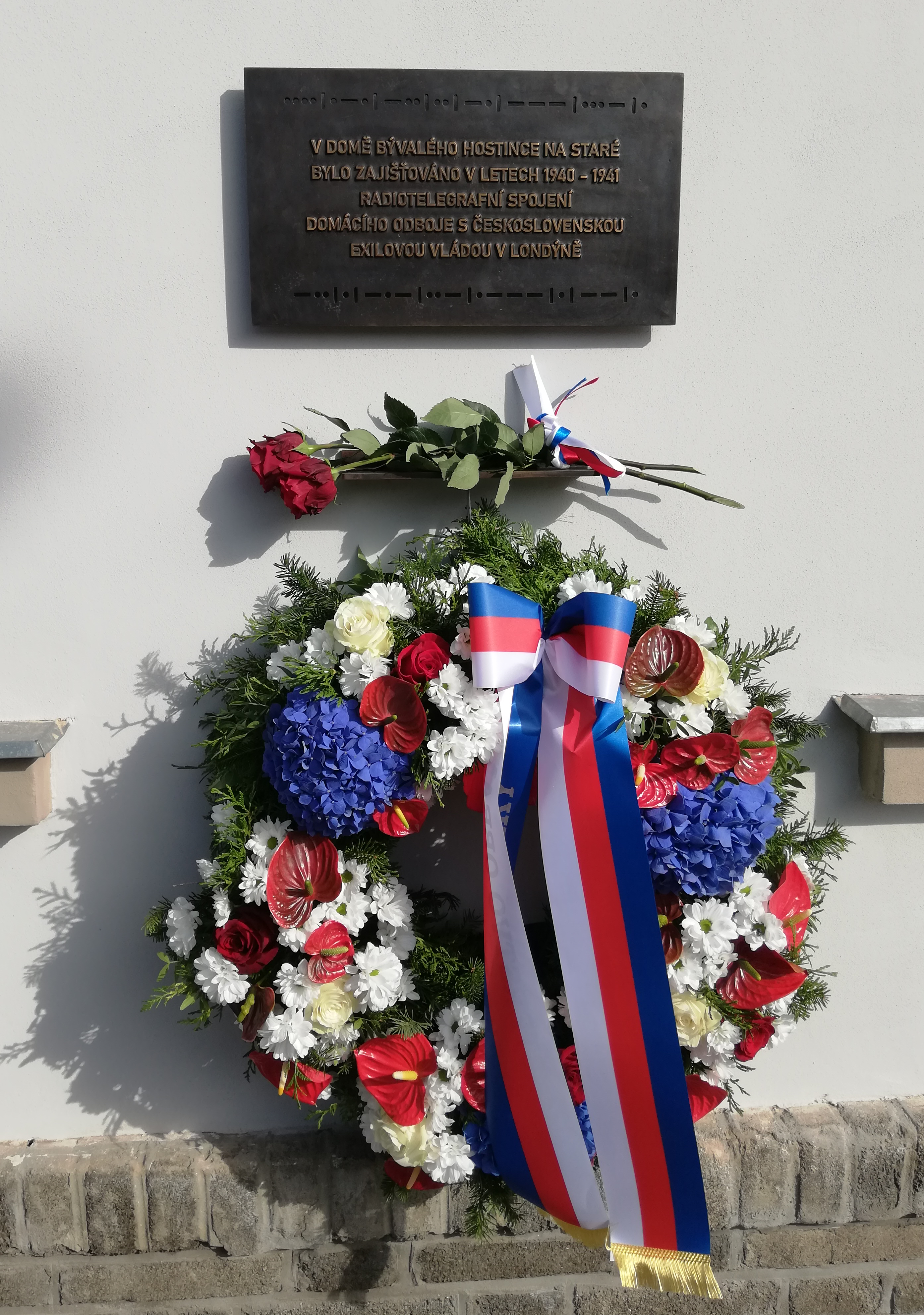
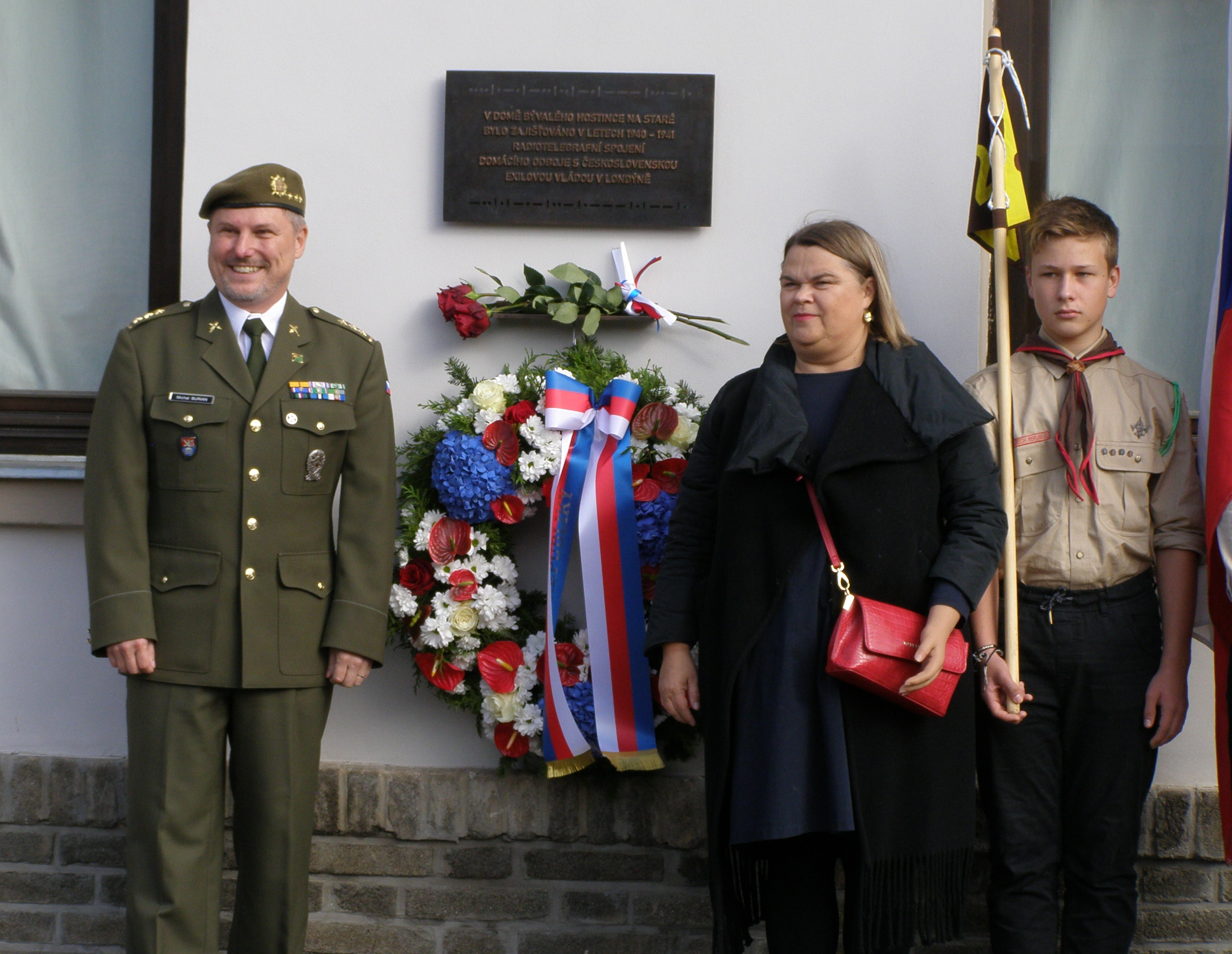
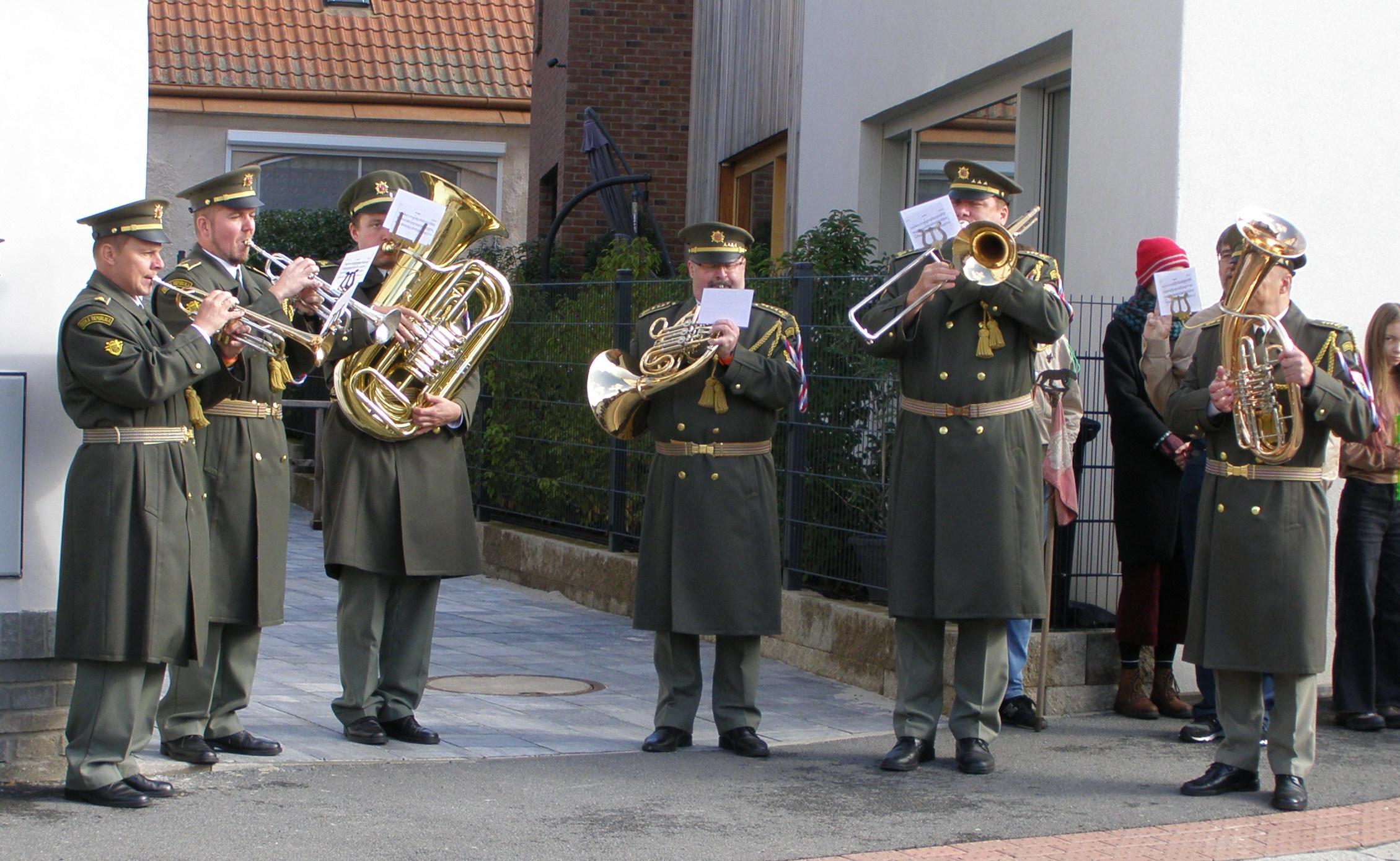

## Texty na pamětní desce
V domě bývalého hostince Na Staré 
 
bylo zajišťováno v letech 1940 – 1941 
 
radiotelegrafní spojení 
 
domácího odboje s československou 
 
exilovou vládou v Londýně
V horní a spodní části pamětní desky je morseovou abecedou vepsán vzkaz radiotelegrafistům – HRDINOVÉ DĚKUJEME Na kovové liště, určené k položení kytek či uchycení věnce (pod pamětní deskou) je 5 teček (připomínka Prahy 5) a 7 vykřičníků (jako důrazné varování).

## Historie pamětních desek a památníků odboje v Jinonicích

### Původní deska z jinonického akcízu
Původní pamětní deska (z černého mramoru) připomínající pět obětí přepadení jinonického akcízu byla po skončení druhé světové války odhalena na budově akcízu v Řeporyjské ulici číslo popisné 55. Od roku 1988 se pamětní deska nacházela v opěrné zdi stanice metra Nové Butovice. Z tohoto nedůstojného místa byla v roce 2001 se souhlasem Obvodního úřadu pro Prahu 5 přemístěna do předsíně budovy místního jinonického Sokola (Butovická 33/100, Praha 5 – Jinonice).

### Památník hrdinům z jinonického akcízu
Dne 3. října 2014 byl na veřejném prostranství (bulváru) poblíž stanice metra Nové Butovice v Praze 13 slavnostně odhalen nový pískovcový pomník z dílny akademického sochaře Milana Váchy s bronzovou pamětní deskou připomínající tragické události zátahu gestapa na jinonický akcíz v noci z 3. na 4. října 1941. Tato pamětní deska obsahuje jména pěti odbojářů z pražských Jinonic kteří od ledna roku 1941 až do začátku října 1941 odvysílali zpravodajské centrále do Londýna asi 8,5 tisíce zašifrovaných radiových depeší. Na nové pamětní desce je také reliéf budovy jinonického akcízu, ze kterého radiové depeše až do osudné noci ilegálně odesílali.

Pamětní desky a památníky
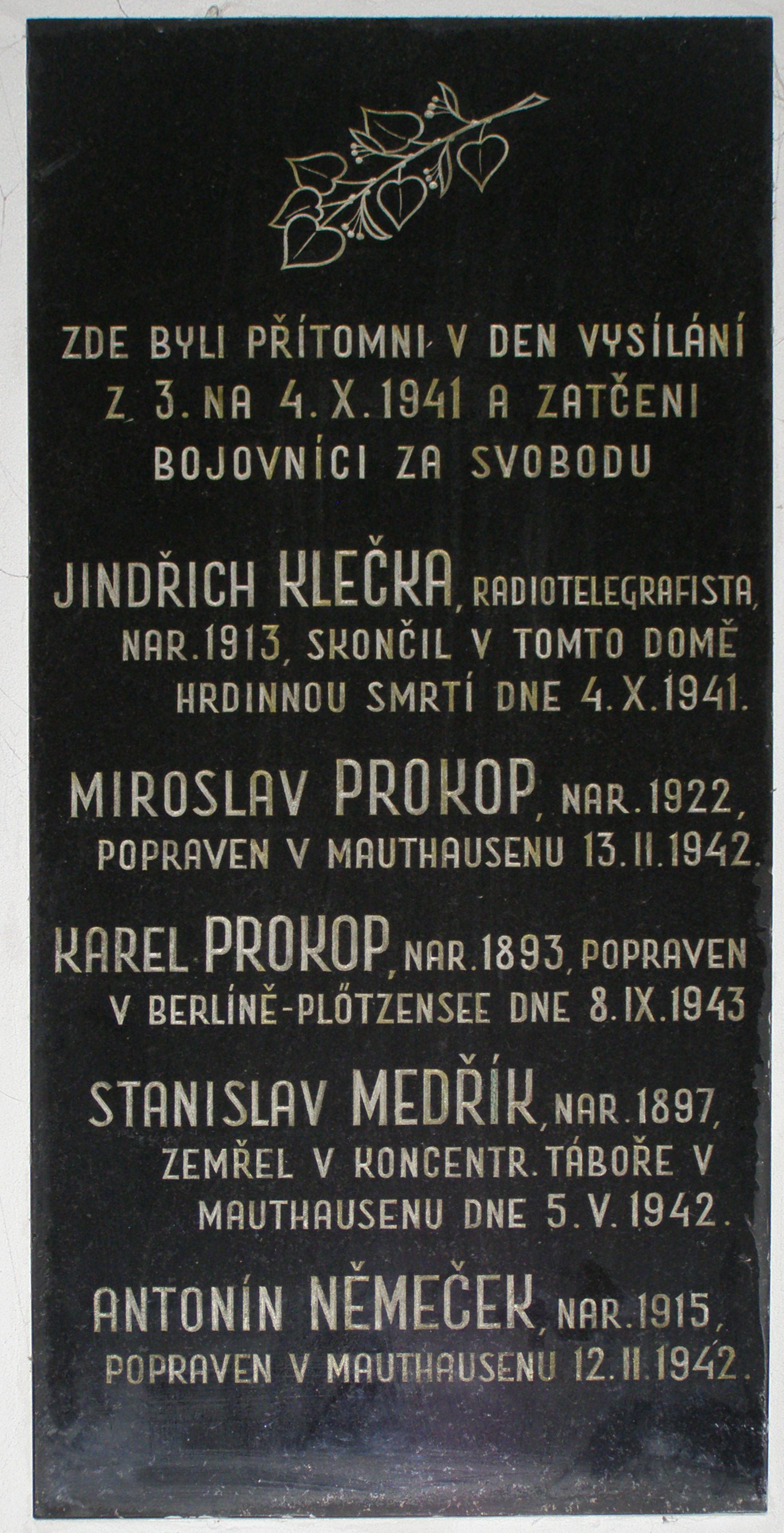
Pamětní deska z jinonického akcízu
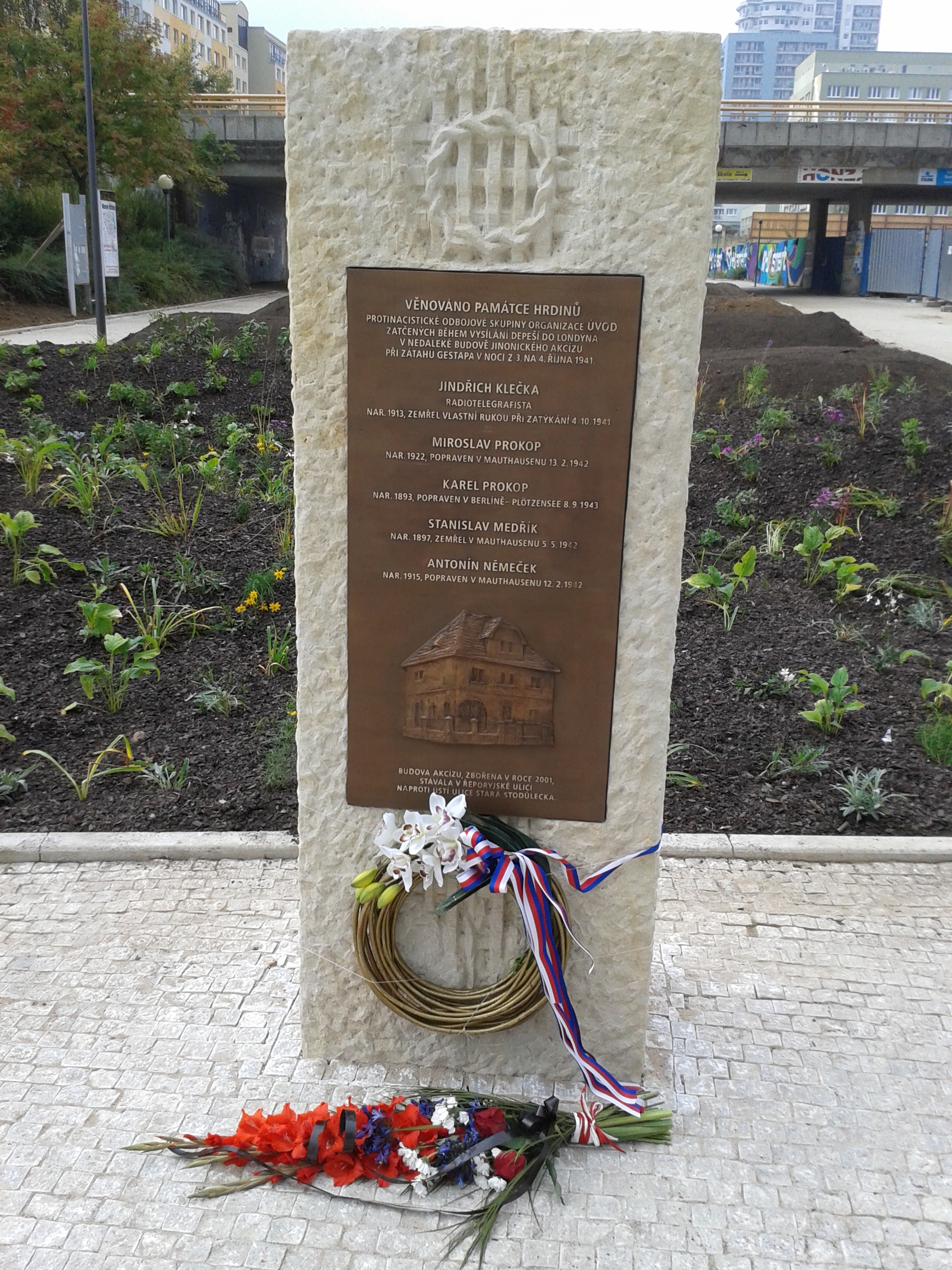
Celkový pohled na památník (z roku 2014) hrdinům z jinonického akcízu
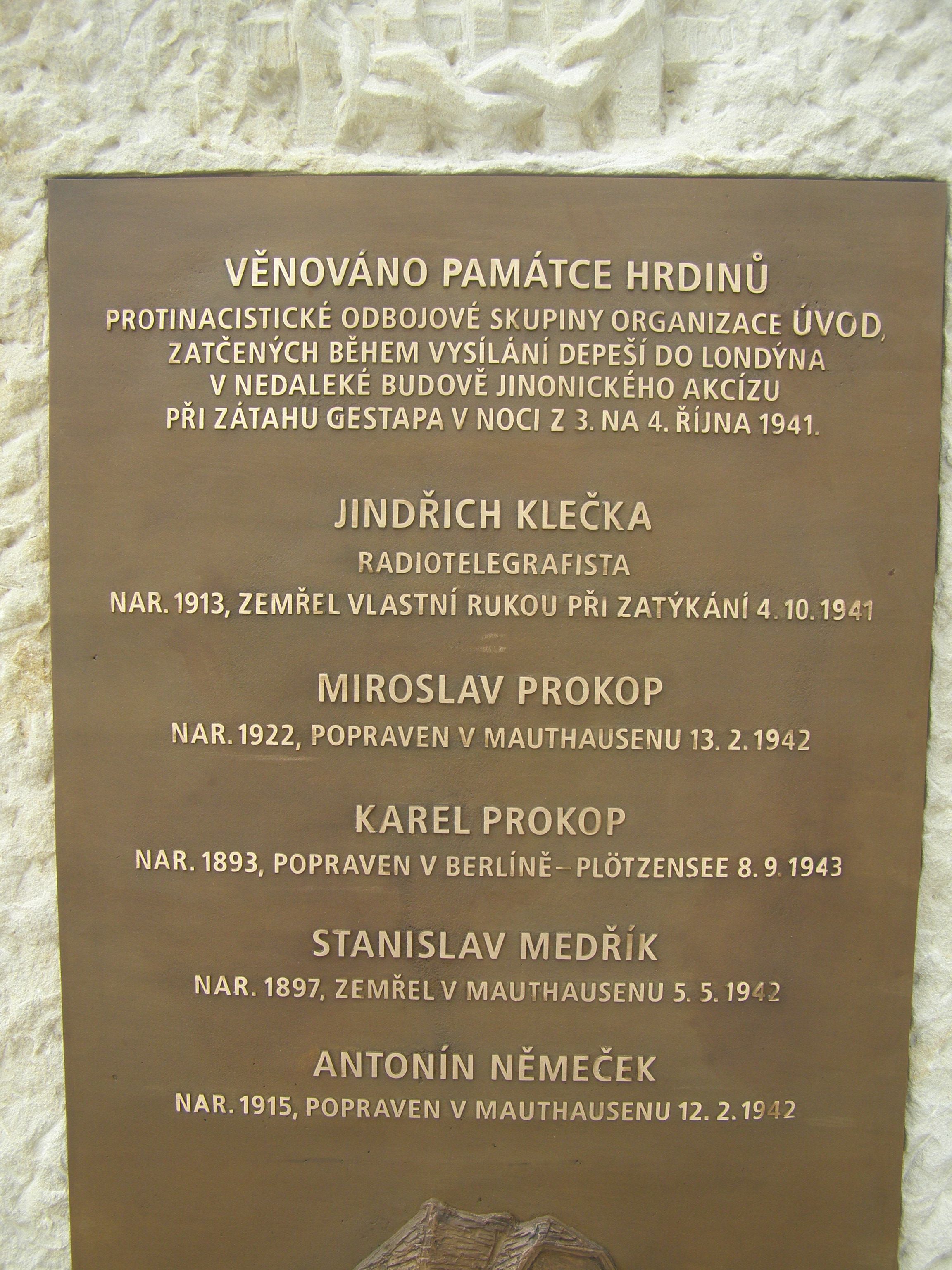
Detail –  Horní část pamětní desky se jmény odbojářů
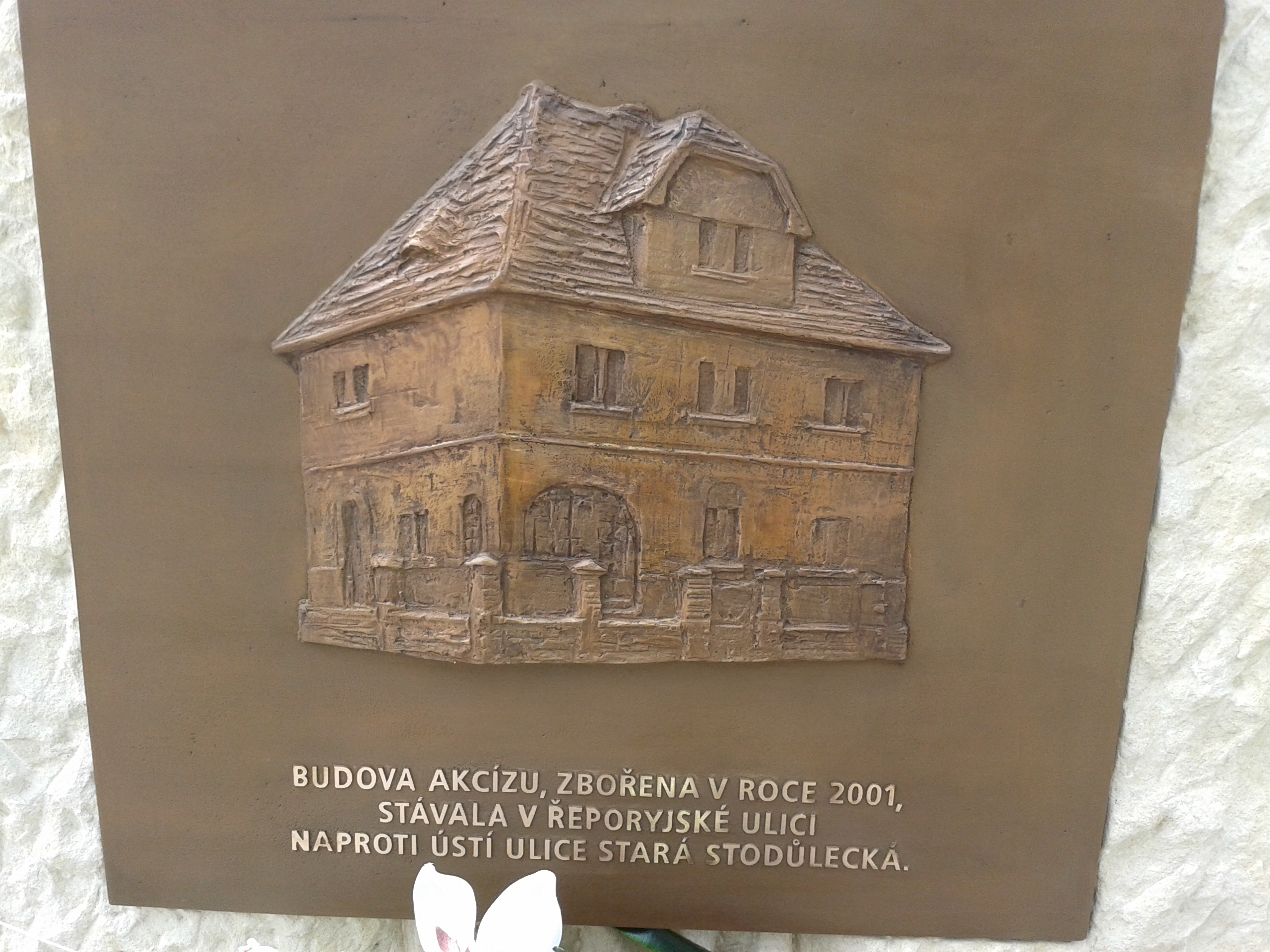
Detail – reliéf jinonického akcízu z památníku (z roku 2014) hrdinům z jinonického akcízu